# Мет Рајан
Метју Томас Рајан (енгл. Matthew Thomas Ryan; Екстон (Пенсилванија), 17. мај 1985) професионални је играч америчког фудбала који тренутно игра у НФЛ лиги на позицији квотербека за екипу Атланта фалконса.